# Manfred R. Köhler
Manfred R. Köhler (Freiberg, 8 marzo 1927 – settembre 1991) è stato un regista, sceneggiatore e direttore del doppiaggio tedesco.

## Biografia
Manfred R. Köhler è stato un direttore del doppiaggio prestato alla sceneggiatura e regia di action film e di intrattenimento negli anni Sessanta. A Monaco creò un proprio studio di doppiaggio indipendente la Cinesonor. Nel 1970 è stato assistente alla regia di Sergio Corbucci nello spaghetti western Vamos a matar compañeros.

## Filmografia

### Sceneggiatore
- Il club degli assassini Giallo (Germania - 1967, titolo originale: Der Mörderclub von Brooklyn)
- La tredicesima vergine Horror (Germania - 1967, titolo originale: Die Schlangengrube und das Pendel)
- L'ultimo mercenario Giallo (Germania - 1968, titolo originale: Die große Treibjagd)
- The Blood of Fu Manchu Sci-Fi (1968)
- Rebus Giallo (1968 - doppiaggio in tedesco)
- 99 donne Women in prison (Germania, Spagna, Italia - 1969 - doppiaggio tedesco,  titolo originale: Der heiße Tod)
- Kommissar X - Drei goldene Schlangen Azione, (Germania - 1969)
- Giuditta (Freunde das Leben ist lebenswert) (TV Movie) Musicale, (Germania - 1970)
- La vestale di Satana Giallo (1971, titolo originale: Les lèvres rouges)

### Regista
- Hong Kong: porto franco per una bara Thriller (Germania - 1964, titolo originale: Ein Sarg aus Hongkong)
- Agente S3S: operazione Uranio Azione (Germania - 1965, titolo originale: Der Fluch des schwarzen Rubin)
- La trappola scatta a Beirut Giallo (Germania - 1966, titolo originale: Agent 505 - Todesfalle Beirut)
- Tiro a segno per uccidere Giallo (Germania - 1966, titolo originale: Das Geheimnis der gelben Mönche)
- Die Zirkusprinzessin (TV Movie) Commedia (Germania - 1969)
- Die Blume von Hawaii (TV Movie) Musical (Germania - 1970)